# Šarūnas Bartas
Šarūnas Bartas (Šiauliai, 16 de agosto de 1964, habitualmente transcrito Sharunas Bartas) es un director de cine lituano. Considerado como uno de los cineastas más destacados de Lituania, su película Peace to Us in Our Dreams (2015) se presentó en la sección Quincena de Realizadores en el Festival Internacional de Cine de Cannes de 2015. Su película In the Dusk formó parte de la selección oficial del Festival Internacional de Cine de Cannes de 2020.

## Biografía y trayectoria
Šarūnas Bartas nació en Šiauliai (Lituania) en 1964. Su niñez coincidió con una de las principales épocas de inestabilidad política del Bloque del Este, al que su país pertenecía. Su experiencia en el cine comenzó en 1983, antes de la caída de la Unión Soviética que marcó su juventud: con 19 años viajó a Siberia con la intención de rodar una película. Tras matricularse en la escuela moscovita de cine VGIK, en 1985 volvió a esas regiones donde entró en contacto con el pueblo nómada tofalar, cuyas precarias condiciones de vida le impresionaron vivamente, y que retrataría en el documental Tofolaria (1985) y en la película de ficción Few of Us (Mūsų nedaug, 1996, presentada en la sección Un Certain Regard del Festival de Cannes).
Esta última cinta, Three Days (Trys dienos, 1991, premio FIPRESCI al año siguiente) y Koridorius (1995, presentada en el Festival de Cine de Berlín) asentaron las bases de su estilo cinematográfico. Las tres contaron con la labor actoral de Yekaterina “Katya” Golubeva, con quien Bartas contrajo matrimonio a finales de los 80, y que fue coguionista de The House (Namai, 1997), filme que consolidó la presencia del director en los principales certámenes de la Europa occidental al ser estrenado en Cannes. Con Freedom (Laisvė, 2000) obtuvo el premio 'CinemAvvenire' del Festival Internacional de Cine de Venecia.
Otras películas notables de Šarūnas Bartas son Peace to Us in Our Dreams (Ramybė mūsų sapnuose, 2015), donde él y su hija Ina Marija Bartaite son los protagonistas, abordando el tema del duelo por la muerte de Katya Golubeva -que falleció en circunstancias no aclaradas en 2011- y Frost (2018), que representó a Lituania para el Oscar a la mejor película extranjera.

## Estilo y temática
El cine de Šarūnas Bartas suele encuadrarse en lo que la crítica ha llamado slow cinema, junto a directores clásicos como Andrei Tarkovsky o Theo Angelopoulos y contemporáneos como Lav Diaz, Tsai Ming Liang o Béla Tarr. Se caracteriza por el minimalismo en los diálogos (o la ausencia de ellos, como en Koridorius o la mayor parte del metraje de Few of Us) y el estatismo de las tomas, que se detienen largamente en paisajes desérticos y esteparios, así como en el rostro humano, cuya crudeza es análoga a la del entorno natural, en primeros planos y planos detalle que contrastan con el anonimato de las tomas panorámicas con los que retrata los espacios vacíos o los desplazamientos de la colectividad.
Sus personajes suelen ser individuos desarraigados y con dificultades comunicativas que buscan una tregua en sus conflictos existenciales, producto de traumas que rara vez se explicitan. Su nostalgia y desorientación se ha interpretado a veces como una metonimia de la sociedad lituana, en busca de su propia identidad después de la caída de la URSS. Las interpretaciones se reducen a la mínima gestualidad, tratando de implicar al espectador de un modo austero y elusivo, a la manera de Robert Bresson.
Respecto a su manera de concebir el cine, Bartas ha declarado en una entrevista concedida en 2016:

Lo específico del cine es que, al ver una película, no podemos escapar de la imagen cinematográfica, ni imaginar otra cosa. Cuando leemos un libro podemos ponernos de pie, mirar alrededor, volver a leer el mismo párrafo una vez más. Después de todo, todas las palabras que leemos se convierten en imágenes en nuestra mente; los lugares reales, las cosas, todo ello funciona como un juguete Lego montado a partir de nuestros recuerdos. En cambio, durante las proyecciones de películas no tenemos esa posibilidad. La imaginación trabaja con imágenes. Imaginamos solo cosas que hemos visto, debido a la estructura de nuestro cerebro. En el cine, sin embargo, vemos lo que vemos y nada más, y oímos todo lo que oímos, y no podemos oír nada más. No podemos huir del cine. Así que el cine es un acto de violencia, en efecto.

## Filmografía
- Tofolaria (1986, cortometraje codirigido con Valdas Navasaitis)
- In the Memory of a Day Gone By (Praėjusios dienos atminimui) (1990, documental)
- Three Days (Trys dienos) (1991)
- The Corridor (Koridorius) (1995)
- Few of Us (Mūsų nedaug) (1996)
- The House (Namai) (1997)
- Freedom (Laisvė) (2000)
- Visions of Europe (2004)
- Seven Invisible Men (Septyni nematomi žmonės) (2005)
- Eastern Drift (Eurazijos aborigenas) (2010)
- Peace to Us in Our Dreams (Ramybė mūsų sapnuose) (2015)
- Frost (2017)
- Au Crepuscule (Dusk) (2019)

## Premios
- Premio del público en el Festival Internacional de Cine Documental de Ámsterdam de 1990 por "Praėjusios dienos atminimui".
- Premio FIPRESCI - Mención de honor y premio Ecumenismo del Jurado - Mención Especial en el Festival Internacional de Cine de Berlín 1992 por "Trys dienos".
- Premio FIPRESCI en la Viennale 1995 por "Koridorius".
- C. I. C. A. E. Premio en Torino Festival Internacional de Cine Joven 1995 por "Koridorius".
- 'CinemAvvenire' Award (Mejor Película sobre la Relación Hombre-Naturaleza) en el Festival Internacional de Cine de Venecia de 2000 por "Freedom".